# スキタイ

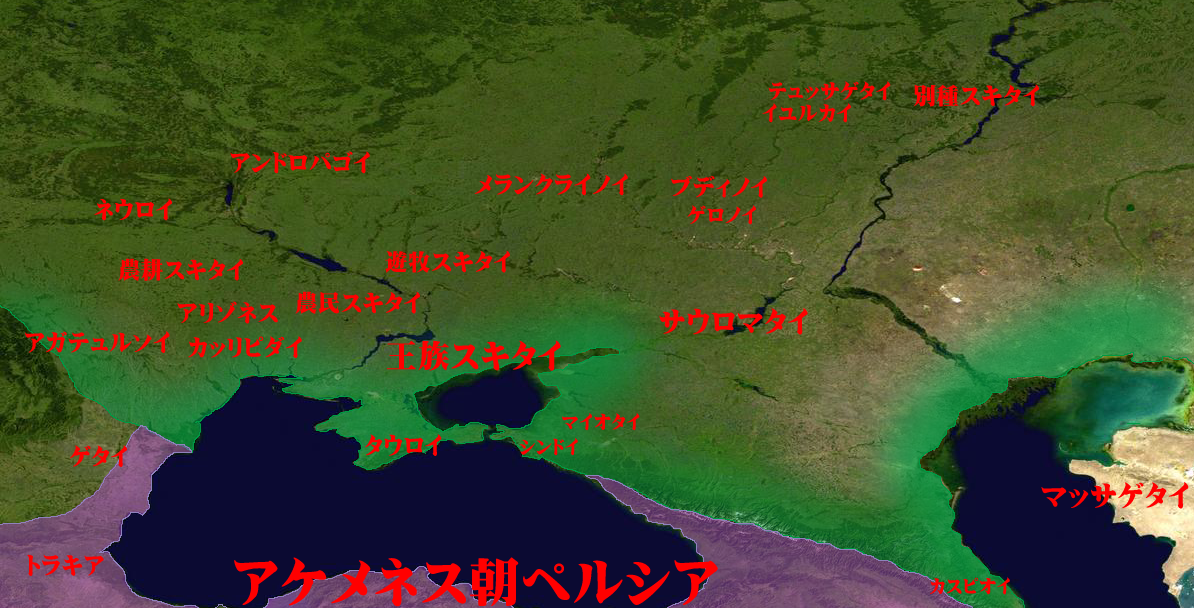
紀元前5世紀頃の黒海周辺諸国

スキタイ人（Scythae, Skythai, 希: Σκύθαι）は、サイス人、古典的スキタイ人やポントスキタイ人とも呼ばれ、古代東イラン騎馬遊牧民で、主に現在のウクライナと南ロシアに相当する地域に住み、前7世紀頃から前3世紀頃までポントス草原の領土（彼らの名をとってスキシアまたはスキティカと呼ばれる）を支配していた。スキタイ人は、王族スキタイ人と呼ばれる戦士貴族に率いられていた。
スキタイは騎馬戦に最も早く取り組んだ民族で、紀元前8世紀にはキンメリア人に代わってポントス草原を支配する勢力となった。紀元前7世紀、スキタイ人はコーカサス山脈を越え、キンメリア人と共に西アジアを頻繁に襲撃し、この地域の政治発展に重要な役割を果たした 。メディア人によって西アジアから追放されたスキタイ人はポントス草原に退き、その後、東に住むイラン系のサルマティア人に次第に征服されていった。紀元前2世紀末、ヘレニズム化したスキタイ人の首都であるクリミア半島のスキタイ・ネアポリスがミトリダテス6世に占領され、彼らの領土はボスポロス王国に編入された。紀元3世紀にはスキタイ人とスキタイ人の最後の生き残りがゴート族に圧倒され、中世前期にはスキタイ人とスキタイ人は初期のスラヴ人にほぼ同化され吸収された 。スキタイ人は、アラン人の子孫とされるオセチア人の民族形成に大きく寄与している。
スキタイ人の消滅後、古代・中世・近世の著者はスキタイ人とは無関係の大草原の諸民族を指して「スキタイ人」という呼称を使用した。
スキタイ人は、ギリシャ、ペルシャ、インド、中国を結ぶ広大な貿易網であるシルクロードで重要な役割を果たし、おそらくこれらの文明の繁栄に貢献したとされる。定住していた金属加工職人はスキタイ人のために携帯用の装飾品を作り、スキタイの金属加工の歴史を形成していた。これらのオブジェは主に金属製で残っており、スキタイ独特の芸術を形成している。

## 歴史

### 起源
古代ギリシアの歴史家ヘロドトスは著書『歴史』において、スキタイの起源に関する説をいくつか挙げている。
伝説
- 当時、無人の境であった彼らの国土に最初に生まれたのは、タルギタオスという名の男であった。彼の両親はゼウスとボリュステネス河（現：ドニエプル川）の娘であったという。タルギタオスからはリポクサイス、アルポクサイス、コラクサイスの3子が生まれた。この3人が支配していた時代に、天から黄金の器物がスキティアの地に落ちてきて、長兄が一番にこれを見つけ、それを取ろうとして近づいたところ、その黄金が燃えだした。長兄が離れた後、次兄が近づくと、黄金はまた燃えだした。最後に末弟のコラクサイスが近づくと火は消え、持ち帰ることができた。これによって長兄と次兄はコラクサイスを王に推戴することにした。以後、長男のリポクサイスを始祖とするアウカタイ氏、次男のアルポクサイスを始祖とするカティアロイ氏とトラスピエス氏、三男のコラクサイスを始祖とする王族パララタイ氏の4氏族が形成されることとなり、彼らの総称は王の名にちなみ、スコロトイと呼ばれるようになった。コラクサイスは広大なスキュティアの国土を3つの王国に分け、自分の息子たちに所領として分け与え、そのうちの一国を特に大きくして黄金の器物を保管した。

黒海地方在住のギリシア人による伝説
- ヘーラクレースはゲーリュオーン[注釈 1]の牛を追いながら、当時は無人であったスキュティアの地にやって来た。ところが、折からの冬季で酷寒に見舞われ、ヘーラクレースはライオンの皮を引被って眠ってしまった。するとその間に草を食べていた馬がいなくなってしまったため、ヘーラクレースは目を覚ますなり馬を探しまわった末、ヒュライアという土地にやってきた。ヘーラクレースはこの地の洞窟で上半身は娘の姿で、下半身が蛇の姿である怪物と遭遇し、初めは驚いたものの、その蛇女に「迷った馬を見なかったか」とたずねてみた。すると蛇女は「馬は私の許にあるが、そなたが私と交わってくれぬかぎり馬を返さん」と言うので、ヘーラクレースは渋々了承し、しばらく同棲したあと馬を返してもらった。しかし蛇女の腹には3人の子供が身ごもられており、蛇女はヘーラクレースにこの子供をどうするか訊ねた。するとヘーラクレースは弓と帯を使って自分の示した仕草をした者をこの地に住まわせ、できなかった者を追放せよと蛇女に伝え、弓と金の盃のついた帯を渡して去っていった。やがて3人の子供が成人になると、蛇女はヘーラクレースに言われた通り、例の儀式を行った。長男のアガテュルソス、次男のゲロノスはヘーラクレースが示した仕草をできずに国を放逐されたが、三男のスキュテスは見事ヘーラクレースが示した仕草ができたので、国に留まり、王になることができた。以後、スキュテスの子孫が代々王となり、スキティア人は帯に盃をつけるようになった。

ヘロドトスが信を置く説
- スキタイはもともとアジアの遊牧民であったが、マッサゲタイに攻め悩まされた結果、アラクセス河[注釈 2]を渡り、当時のキンメリア地方に移ったという。当時のキンメリア（キンメリオイの地）は現在（ヘロドトス当時）のスキュティア（スキタイの地）とされているので、この時キンメリアはスキタイによって奪われ、スキュティアと呼ばれることとなった。

アリステアスの説
- プロコンネソス出身でカユストロビオスの子であるアリステアス（英語版）はその作詩した叙事詩において、東方のアリマスポイ（英語版）（一眼族）がイッセドネス人を追い払ったせいでスキタイがイッセドネス人によって追われ、そのせいでスキタイがキンメリオイを追い払ってその地に居座ったとしている。

最初の2説は少々異なるものの、3兄弟の末弟が王位を継ぐという点では似通っており、伝説といえどもそういうことがあった可能性がある。それよりもヘロドトス自身が「最も信を置く」と記している第3の説や第4の説はスキタイの東方起源説を思わせる記述なので、注目すべき説である。
また、紀元前1世紀のギリシア史家ディオドロスも『歴史叢書』で「スキュタイ」（スキタイ）の起源についてふれている。
- 初め、アラクセス（ヴォルガ）河畔にわずかな部族が住みついただけであったが、あるとき戦好きで統帥力のある王が現れ、南はカウカソス（コーカサス）山脈、東は大洋オケアノス沿岸、西はタナイス（ドン）川に至る範囲をその版図とした。

- スキュタイの中にひとりの処女が大地から生まれたが、彼女の上半身は人間、下半身は蛇の姿であった。ある時、ゼウスが彼女と交わって男児をもうけ、スキュテスという名前をつけた。スキュテスはやがて名を挙げたため、彼の部族はスキュタイと呼ばれるようになった。後に彼の子孫からパロス，ナペス兄弟が現れ、王国を二分（パロイ，ナパイ）するほど強盛となった。さらに彼等の子孫から優れた諸王が生まれ、タナイス対岸の地域を支配し、トラキア，エジプトにまで遠征するようになった。その他、サカイ，マッサゲタイ，アリマスポイといった諸族が分岐していった。

### アッシリア碑文の記録

715-713 BC（水色がコルキス、黄色がウラルトゥ、紫がアッシリア）。

『アッシリア碑文』においてスキタイはアシュグザあるいはイシュクザーヤと記される（紀元前7世紀）。
アッシリアのエサルハドン（在位：前681年 - 前669年）は、マンナエの地（現：西北イラン）でマンナエ軍とマンナエを救援するためにやってきたアシュグザ国（スキタイ）王イシュパカーの軍を撃ち破った。その後、イシュパカーは前673年頃アッシリアによって殺される。ところがその翌年、エサルハドンは自分の娘をイシュクザーヤ（スキタイ）の王バルタトゥアに与えて結婚させ、同盟関係となる。
この「バルタトゥア」はヘロドトス『歴史』に登場する「プロトテュエス」と考えられ、プロトテュエスの息子であるマデュエス率いるスキタイ軍がメディア軍を破り、全アジアを席捲するというヘロドトス『歴史』のエピソードにつながっていく。

### リュディア・メディア戦争の原因

紀元前600年頃のオリエント世界。緑がメディア領、赤がリュディア領。

スキタイの一隊が本国で謀反を起こしてメディア領内に逃れてきた。当時、メディアの王であったのはキュアクサレス2世（在位：前625年 - 前585年）であったが、彼はこれらのスキタイを保護歎願者（ヒケテス）とみなし、親切に面倒を見てやった。キュアクサレスは彼らを高く評価していたので、自分の子供たちを彼らに預け、スキタイ語や弓術を学ばせた。スキタイたちは毎日のように狩猟に出かけ、獲って来た獲物をキュアクサレスに献上していたが、あるとき獲物が一匹も獲れず、手ぶらで帰って来たことがあり、キュアクサレスの怒りを買って手ひどい目に遭った。このためスキタイたちは獲物の代わりにキュアクサレスの子を調理してキュアクサレスに食べさせ、その間にリュディア王アリュアッテス（在位：前605年 - 前561年）のもとへ亡命した。事に気づいたキュアクサレスは直ちにスキタイたちの引き渡しを要求したが、アリュアッテスが応じなかったため、5年に及ぶリュディア・メディア間の戦争が引き起こされた。

### アシア進出
アシア（ここでは西アジアを指す）において、メディア王のキュアクサレス2世がアッシリア軍と戦い、ニノスの町を攻囲していた時、スキタイ王のマデュエス率いるスキタイの大軍はメディア軍を強襲し、交戦の末にメディア軍を破って全アシアを席捲した。スキタイ王のマデュエスらは北の草原地帯からキンメリア人（キンメリオイ）を駆逐し、それを追ってコーカサス山脈の東側からアシアに侵入してきたのであるが、この地ではちょうどアッシリアからの独立運動が盛んで、メディア軍がアッシリア軍を攻撃している最中であったため、スキタイ軍はそのすきを狙ってメディア軍を破り、続いてエジプトを目指して南下した。スキタイ軍がパレスチナ・シリアまで来た時、プサムテク1世（プサメティコス1世）が自ら出向いて贈り物と泣き落とし戦術でもってスキタイの進軍を思いとどまらせたため、スキタイ軍は後戻りしてアシアを28年間統治することとなった。このスキタイのアシア統治は乱暴で投げやりなものであり、住民の一人一人に課税して取り立て、貢税のほかに各地を回って個人の資財を略奪したので、全アシアは荒廃に帰してしまった。そのためメディア人の怒りを買い、メディア王キュアクサレス2世の指揮のもと、スキタイたちを宴席に呼んで殺害し、スキタイの大部分を駆逐することに成功し、メディア人は再びアシアを取り戻すことができた。

### アシアからの帰国
メディア人によってアシアから駆逐されたスキタイたちは、28年ぶりに故郷の草原地帯へと帰っていった。

### ダレイオスのスキュティア遠征

スキュティア遠征におけるダレイオス1世の進路。

アケメネス朝のダレイオス1世（在位：前522年 - 前486年）はボスポラス海峡を渡ってトラキア人を征服すると、続いて北のスキタイを征服するべく、イストロス河（現：ドナウ川）を渡った。これを聞いたスキタイは周辺の諸民族を糾合してダレイオスに当たるべきだと考え、周辺諸族に使者を送ったが、すでにタウロイ，アガテュルソイ，ネウロイ，アンドロパゴイ，メランクライノイ，ゲロノイ，ブディノイ，サウロマタイの諸族の王は会合し、対策を練っていた。スキタイの使者は「諸族が一致団結してペルシアに当たるため、スキタイに協力してほしい」と要請した。しかし、諸族の意見は二手に分かれ、スキタイに賛同したのはゲロノイ王，ブディノイ王，サウロマタイ王のみであり、その他の諸族は「スキタイの言うことは信用できない」とし、協力を断った。
こうして全ての民族が同盟軍に加わらなかったため、スキタイは正面からの攻撃をあきらめ、焦土作戦によってペルシア軍を迎え撃つことにした。スキタイはまず、ペルシア軍の前に現れてペルシア軍を誘き寄せ、東へと撤退していった。両軍は追い追われながらタナイス河を渡り、サウロマタイの国を越えてブディノイの国に達した。この間の土地には焦土作戦のため水も食料もなく、ペルシア軍はただもぬけの殻となったゲロノスの木造砦を燃やして進軍を続けた。やがて無人の地に入ったため、ダレイオスは進軍をやめてオアロス河（現：ヴォルガ川）畔に駐屯し、8つの砦を築き始めた。この間にスキタイ軍は北を迂回してスキタイ本国へ帰った。スキタイが姿を消したので、ダレイオスは砦の築城を放棄して西へ転じ、スキタイ本国へ向かった。ペルシア軍はそこでブディノイを含むスキタイ二区連合部隊と遭遇し、ふたたび追跡を始める。しかし、スキタイ軍は逃げるばかりで戦おうとしないため、ダレイオスは遂にスキタイ王のイダンテュルソスに使者を送って降伏勧告をした。イダンテュルソスはダレイオスの態度に腹を立て、ふたたびペルシア軍を翻弄するとともに、両者一進一退の攻防を繰り広げた末、遂にペルシア軍をスキュティアの地から追い出した。

### スキュレス王のバッコス信仰
スキュタイの王アリアペイテス（Ariapeithes）がアガテュルソイ王スパルガペイテスによって謀殺されると、アリアペイテスの子であるスキュレス（Scylas）が王位を継いだ。スキュレスの母はイストリアの出身でギリシア人であったため、子のスキュレスにギリシア語とギリシア文字を教え、ギリシア風の教育をさせた。そのためスキュレスはスキュティアの王位を受け継いだものの、スキュティア風の生活（遊牧生活）が好きになれず、ギリシア風の生活を好むようになり、スキュタイの人目を忍んではボリュステネス人（農民スキタイ）の町（オルビア）へ出入りし、ギリシア風の服をまとい、ギリシア風の生活を送っていた。さらにスキュレスはスキュタイが嫌っているディオニュソス・バッケイオス（バッコス）の信仰に入信してしまう。のちにこれらのことが、あるボリュステネス人の密告によって明らかとなり、スキュタイらはスキュレスの異母弟であるオクタマサデスを立ててスキュレスに反旗を翻した。スキュレスはこれを知るなりトラキアへ逃亡し、オクタマサデスらはスキュレスを追ってイストロス河畔に達した。この時、トラキア・オドリュサイ王のシタルケスはスキュタイとの戦闘を避けるべく、互いの亡命者を引き渡すことを和平案として、甥でもあるオクタマサデスと交渉し、スキュレスを引き渡した。スキュレスはその場でオクタマサデスによって斬首された。

### マケドニア軍の侵攻とアテアス王
紀元前4世紀、スキュティア王アテアス（アタイアス）はヒストリアの住民との戦争で苦しみ、アポロニア人を介してアルゲアス朝（マケドニア）に援助を求め、養子縁組をもちかけた。しかし、途中でヒストリア王が死去したため、アテアスは援軍に来ていたマケドニア兵を帰国させ、この話をなかったことにさせた。
その頃のマケドニアのピリッポス2世は長引くビュザンティオン攻囲戦の出費を取り返すべく、スキュティア遠征を画策しており、初めは率直に攻囲に要する費用を求めたものの、相手にされなかったため、すぐさまビュザンティオン攻囲を解いてスキュティア遠征にとりかかった。ピリッポス2世は初め、スキュティア人を安心させるためにヒステル河口（ドナウ川）に神像を建てるという口実で軍隊を差し向けたが、アテアス王が警戒し、「国境を越えて神像を建てたならば、マケドニア軍が去った後、神像を鏃にかえてしまうであろう」と敵意を募らせたため、結局全面戦争となった（前339年）。初めはスキュティア軍が勝っていたものの、ピリッポス2世の狡猾さに敗れ、2万人の少年・婦人が捕えられ、膨大な数の家畜が奪われた。その中から2万頭の血統の良い雌馬が純血種を作るためにマケドニアに送られた。この戦いでスキュティア王アテアスが戦死したが、年齢は90歳を超えていた。

### ボスポロス王国の後継争いとアガロス王
紀元前4世紀末、ケルチ半島のギリシア系国家ボスポロス王国で王のパリュサデス1世（前347/46 - 前311/10年）が亡くなり、長子のサテュロス2世が王位を継承した。しかし、その弟のエウメロスが王位に就こうとしてサテュロス2世に対して権力闘争を始めた。この権力闘争の中でギリシア，トラキア，スキタイの傭兵がサテュロス2世側に付き、サルマタイの一部族シラケスの王アリファルネスの軍隊や、その他近隣の異民族がエウメロス側に援軍を送り、黒海北東岸の勢力が二分される戦いとなった。サテュロス2世が戦死すると末弟プリュタニスが後を継いだが、エウメロスに敗北して王国の安定を保てず失脚した。エウメロスが権力を握ると、サテュロス2世とプリュタニスの縁者を粛清した。唯一生き残ったサテュロス2世の子パリュサデスは馬で逃亡してスキタイ王アガロスに救いを求めたため、アガロスはパリュサデスを匿った。

## 諸族

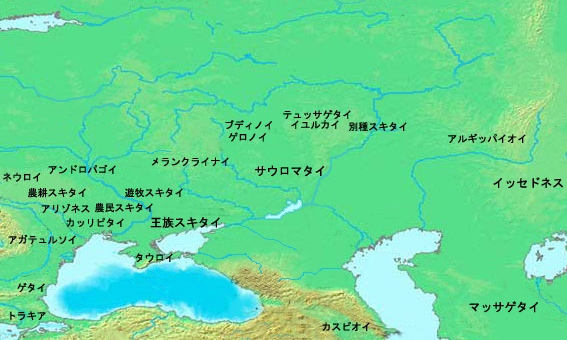
紀元前5世紀の諸民族と諸スキタイの位置。

ヘロドトスは『歴史』においてスキタイの諸族を紹介している。

### カッリピダイ
カッリピダイ（あるいはカリッピダイ）はギリシア系スキタイであり、ヒュパニス（現在の南ブーフ川）河畔に住んでいる。習俗は大体にしてスキタイと同じだが、自ら穀物を栽培して食用に充て、玉ねぎ，ニラ，扁豆，栗なども栽培しているので、遊牧民であるスキタイと異なる。カッリピダイの向こうにはアリゾネスという民族が住んでいる。

### 農耕スキタイ

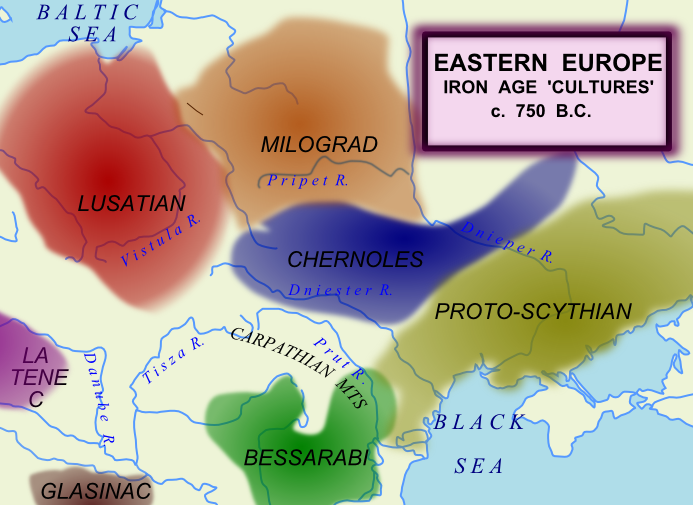
王族スキタイ侵入直前（前750年ごろ）のヨーロッパ東部。
農耕スキタイとチェルノレス文化（黒森文化）が一致している。
また、ミログラード文化とネウロイも一致している。

アリゾネスの向こうには農耕スキタイ（スキタイ・アロテレス）と呼ばれる部族が住んでおり、カッリピダイ同様、穀物を栽培している。しかし、カッリピダイとは違って自らの食用のためだけではなく、他に輸出するためにも穀物を栽培している。農耕スキタイの北ないし北西にはネウロイという民族が住む。
鉄器時代の文化である黒森文化の担い手で、古い時代の馬具が出土しており、遅くとも先スキタイ時代である第2期までにはすでに馬をよく使う文化が成立していたことが知られている。スラヴ語に見られるイラン系言語の地理的名称（とくに河川の名称）や借用語、そしてキリスト教を受容する前の中世前期スラヴ人にも見られる火葬の習慣から、農耕スキタイはプロト・スラヴ人（原スラヴ人とも呼ばれる、スラヴ人の祖先となった複数の古代部族）のうちの基幹的な集団であると推定される。

### 農民スキタイ
ボリュステネス河（現：ドニエプル川）を渡って海辺から北上すれば、まず、ヒュライア（森林地帯）があり、ここからさらに北上すれば、農民スキタイ（スキタイ・ゲオルゴイ）が住んでいる。ヒュパニス河畔に住むギリシア人はこれをボリュステネイタイ（ボリュステネス市民）と呼ぶが、彼ら自身はオルビオポリタイ（オルビア市民）と称す。

### 遊牧スキタイ
農民スキタイの居住地から東へ向かい、パンティカペス河を渡れば、遊牧スキタイ（スキタイ・ノマデス）が住んでいる。彼らは純粋な遊牧民であり、彼らの住む地域は木が一本も生えていない草原地帯である。この遊牧スキタイはパンティカペス河からゲッロス河に至る東西14日間の範囲にわたって住んでいる。

### 王族スキタイ
ゲッロス河以遠はコラクサイスを始祖とする王族パララタイ氏の領する王族スキタイ（スキタイ・バシレイオス）の領土であり、彼らはスキタイの中で最も勇敢で数が多く、他のスキタイを自分の隷属民とみなしている。国家的な意味で「スキタイ」と呼ぶときはこの王族スキタイを指す。彼らの領土は南はタウロイの国（タウリケ）に達し、東は盲目の奴隷の子らが開墾した掘割に至り、マイオティス湖（現：アゾフ海）畔の通商地クレムノイに及んでいる。また一部はタナイス河（現：ドン川）にも接している。
1世紀のポンポニウス・メラは『世界地理』で、「バシリダイ族の始祖はヘーラクレースとエキドナの子で、習俗は王族風、武器は弓矢だけである。」と記す。

### 別種スキタイ
テュッサゲタイとイユルカイの国を越えてさらに東方に進めば、別種のスキタイが住んでいる。これは王族スキタイに背き、その果てにこの地に到来したものである。

### エナレス
これは種族名ではなく、いわゆる「おんな病」にかかった者たちを言う。スキタイがアジアに侵入した際、スキタイはエジプトを目指して南下すると、エジプト王の泣き落とし戦術に遭い、エジプト侵入をあきらめて引き返した。その途上、シリアのアスカロンという町にさしかかったとき、大部分のスキタイがその町を通過したのに、一部の者が残って「アプロディテ・ウラニア」の神殿を荒らした。のちにこの者たちとその子孫は「おんな病」にかかったため、神殿を荒らした祟りとされている。ヘロドトスもこの者たちの意訳として「おんな男、おとこ女」と記している。「おんな病」については詳しくわからないが、性病、男色、陰萎など諸説あり、確定していない
。

## 習俗

### 政治
スキタイの王国は3人の王によって分割統治される。これは第2代の王であるコラクサイスに始まるものであり、コラクサイスは広大なスキュティアの国土を3つの王国に分け、自分の息子たちに所領として分け与えた。そのうちの一国は特に大きくして黄金の器物を保管し、宗主国としての役割をもたせた。

### 宗教
スキタイが祀る神として最も重んずるのがヘスティアー（かまどの女神）で、ついでゼウスとゲー（大地の女神）で、スキタイはゲーをゼウスの妻としている。さらにアポローン、ウーラニアー・アプロディーテー（天上のアプロディーテー）、ヘーラクレース、アレースがある。これらはスキタイ全民族が祀る神であるが、王族スキタイはさらにポセイドーン（海の神）にも犠牲を供える。これは王族スキタイがアゾフ海沿岸に住んでいるためだと思われる。以上の神々はギリシア風に訳したものであり、スキタイ語にすれば以下のようになる。
- ヘスティアー→タビティ
- ゼウス→パパイオス
- ゲー→アピ
- アポローン→ゴイトシュロス
- ウーラニアー・アプロディーテー→アルギンパサ
- ポセイドーン→タギマサダス

基本的にスキタイでは神像や祭壇や社は造らないが、アレースだけには神像や祭壇を設ける。
犠牲式
どの犠牲式でもその祭式の作法は同じで、犠牲獣が前足を縛られて立つと、犠牲を執行する者が獣の背後に立って綱の端を引いて獣を転がす。獣が倒れると、犠牲をささげる神の名を唱えた後、獣の首に紐を巻き付け、それに棒をはさんでぐるぐると回して絞め殺す。その際、火も燃やさず、お祓いもせず、灌奠（かんてん：獣の頭から酒をかける）も行わない。獣を絞殺した後は皮を剥いで煮て、肉が煮上がると犠牲の執行人はその一部を初穂として取り、前方へ投げる。犠牲獣はさまざまであるが馬が多い。また、アレスに対する犠牲式は次のように行われる。スキタイの諸王国内の各地区には、それぞれアレスの聖所が設けられている。アレスの聖所は縦横3スタディオン、高さは3スタディオンいかないくらいで薪の束が積み重ねられ、その上に四角の台が設けてあり、三方は切り立って一方だけが登れるようになっている。そこへアレスの御神体として古い鉄製の短剣がのせてあり、毎年スキタイがこの御神体に家畜を生贄として捧げるのである。また、戦争で生け捕った捕虜の中から100人に1人の割合で生贄を選び、その者の頭に酒をかけてから喉を切り裂いて血を器に注ぎ、その血を御神体である短剣にかける。一方で、殺された男たちの右腕を肩から切り落として空中に投げ、儀式が終わるとその場を立ち去り、右腕と胴体は別々の場所に放置される。

### 料理
スキタイは極度に木材の乏しい国なので、彼らは肉を煮るのに次のような手段を用いる。犠牲獣の皮を剥ぎ終わると、肉を骨からそぎ落とし、鍋の用意があるときはスキュティア特有の鍋に入れて煮る。そのとき先ほど肉をそぎ落とした骨を薪代わりに使って燃やす。鍋がない時は犠牲獣の胃の中へ肉を入れて水を加え、骨の薪を燃やして煮る。

### 家畜
スキタイでは馬を始め、数々の家畜を飼育しているが、豚だけは飼育しておらず、生贄にも使わない。

### 戦争
スキタイは最初に倒した敵の血を飲む。また、戦闘で殺した敵兵の首はことごとく王のもとへ持っていき、その数に応じて褒美がもらえる。首は頭蓋骨から皮をきれいに剥ぎ取って手巾とし、馬勒にかけて勲章とする。またある者は敵兵の皮をつなぎ合わせて衣服にしたり、矢筒にしたりする。頭蓋骨は最も憎い敵に限り、髑髏杯として用いる。年に一度、戦争で手柄のあった者はその地区の長官から一杯から二杯の酒がもらえる。逆に手柄のないものは酒がもらえず、恥辱をしのんで離れた席に座る。

### 占い師
スキュティアには多数の占い師がおり、多数の柳の枝を使って占いをする。まず、占い師は棒をまとめた大きい束をもってくると、地上に置いて束を解き、一本一本並べながら呪文を唱える。そして呪文を唱え続けながら再び棒を束ね、一本ずつ並べてゆく。この卜占術はスキタイ伝統のものであるが、エナレスにおいては菩提樹の樹皮を3つに切り、それを指に巻きつけたりほどいたりして占う。

### 死刑
たいていの場合は斬首だが、誤った占いをした者は後ろ手に縛られ、足掛けと猿轡をされ薪の中に押し込まれ、その薪を満載した車を牛にひかせた上、火を放って牛を走らせる。牛は一緒に焼死するか、火傷を負って焼死を免れるものもある。死刑人の子供も容赦なく殺されるが、女子の場合は殺されない。

### 葬制
スキタイ王陵はゲッロイの国土内にある。スキタイの王が死ぬと、この土地に四角形の大きい穴を掘り、穴の用意ができると遺骸を取り上げる。遺体は腹を裂いて内臓を取り出し、つぶしたキュペロン（かやつり草）、香料、パセリの種子、アニスなどをいっぱいに詰めて縫い合わせ、全身に蝋が塗られる。取り上げられた遺骸は車で別の国へ運ばれ、その国で耳の一部を切り取り、頭髪を丸く剃り落とし、両腕に切り傷をつけ、額と鼻を掻きむしり、左手を矢で貫くといった作業をする。その後も遺体はスキタイのすべての属国をめぐり、最後に王陵のあるゲッロイの国に到着する。遺体を墓の中の畳の床に安置し、その両側に槍をつき立てて上に木をわたし、むしろをかぶせる。墓中の広く空いている部分には故王の妾を一人絞殺して陪葬し、酌小姓，料理番、馬丁、侍従、取次役、馬も陪葬し、副葬品として万般の品々から選び出した一部と、黄金の盃を一緒に埋める。その後は全員で巨大な塚を盛り上げるが、なるべく大きな塚にしようとわれがちに懸命になって築く。一年後、今度は故王の最も親しく仕えた者50人、最も優良な馬50頭を絞殺して内臓を取り除き、中にもみ殻を詰めて縫い合わせる。その死体たちを杭で固定して騎乗の状態にさせ、王墓の周りに配置する。以上が王の葬式である。一般人の葬式では遺体を車に乗せて知人の家を廻り、馳走を受けながら40日間これを繰り返して埋葬される。

### 儀式
スキタイ人の風習に女神に仕える去勢男性たちがおり、彼らはエナレスと呼ばれた。
また女性達の地位も高かったと言われ、男装した女性戦士も存在した。

## 歴代王
伝説上のスキタイ王
- タルギタオス[46]
- タナオス[47][48]

前7世紀のスキタイ王
- イシュパカー
- プロトテュエス（バルタトゥア[注釈 9]）
- マデュエス…プロトテュエスの子

前7世紀 - 前6世紀のスキタイ王
- スパルガペイテス
- リュコス…スパルガペイテスの子
- グヌロス…リュコスの子
- サウリオス…グヌロスの子
- イダンテュルソス…サウリオスの子
  - スコパシス
  - タクサキス

前5世紀のスキタイ王
- アリアンタス
- アルゴタス
- アリアペイテス…イダンテュルソスの子
- スキュレス…アリアペイテスの長子
- オクタマサデス…アリアペイテスの次子
- オリコス…アリアペイテスの三子
- （エミナコス）
- （リュコス）

前4世紀のスキタイ王
- アテアス（アタイアス）
- アガロス

前2世紀 - 1世紀のスキタイ王
- スキルロス
- パラコス…スキルコスの子
- コダルゾス

## 考古学の成果

### スキタイ美術
初期スキタイ美術（西部）
スキタイ文化を特徴づける共通要素として必ず取り上げられるのは、スキタイ風動物文様，馬具（鐙形銜と三孔・二孔銜留め具），武器（アキナケス型短剣と両翼・三翼鏃）の三要素である。19世紀末から20世紀初めにかけて北カフカスと黒海北岸でスキタイの古墳が多く発掘され、その中からいくつかの金銀製品が発見されたが、それらすべてがスキタイ固有の美術品というわけではない。その様式には西アジア（後期ヒッタイト、アッシリア、ウラルトゥ）の影響も見られる。
初期スキタイ美術（東部）
17世紀から18世紀にかけて、カザフステップにおけるスキタイ・サルマタイ時代の古墳がロシア人によって盗掘され、その副葬品である金銀製品のほとんどが散逸してしまった。1715年、ロシア皇帝のピョートル1世（在位：1682年 - 1725年）はその美術的価値に気づき、できる限りの金製品をかき集めて保護した。こうして集められた金製品は250点にのぼり、現在は「シベリア・コレクション」あるいは「ピョートル・コレクション」と呼ばれ、エルミタージュ美術館に所蔵されている。この「シベリア・コレクション」には初期スキタイ時代（紀元前8世紀 - 紀元前6世紀）のものからサルマタイ時代（紀元前5世紀 - 4世紀）のものまで含まれているが、初期スキタイに属するものとしては体を丸めた豹の飾板があり、これはアルジャン古墳，ケレルメス古墳，ウイガラク墓地のものと同じモチーフである。「体を丸めた動物」というのは初期スキタイの最大の特徴であり、他には「つま先立ちの動物」、「脚を折りたたんだ動物」などのモチーフがある。また、初期スキタイ美術の東部（カザフステップ以東）では西アジアの影響は見られず、スキタイ文化の元々の姿に近いと考えられている。
後期スキタイ美術
後期（紀元前4世紀後半 - 紀元前3世紀初め）西部（黒海北岸、北カフカス）のスキタイ美術ではギリシア文化の影響も見られる。特徴としては、パルメット（ナツメヤシの葉が広がったような文様）や唐草模様のような植物文様が施されたこと、動物表現がより写実的になったこと、人間や神々が表現されるようになったことが挙げられる。これらの作品は当時黒海北岸に住んでいたギリシア人職人がスキタイ王侯の注文に応じて作ったものと考えられている。
この時代の作例としては、1971年に発掘されたトヴスタ・モヒーラ（トルスタヤ・モギーラ）古墳で発見された女性の胸飾りが挙げられ、「体をひねった動物」という表現もこの時代の特徴である。

### 古墳

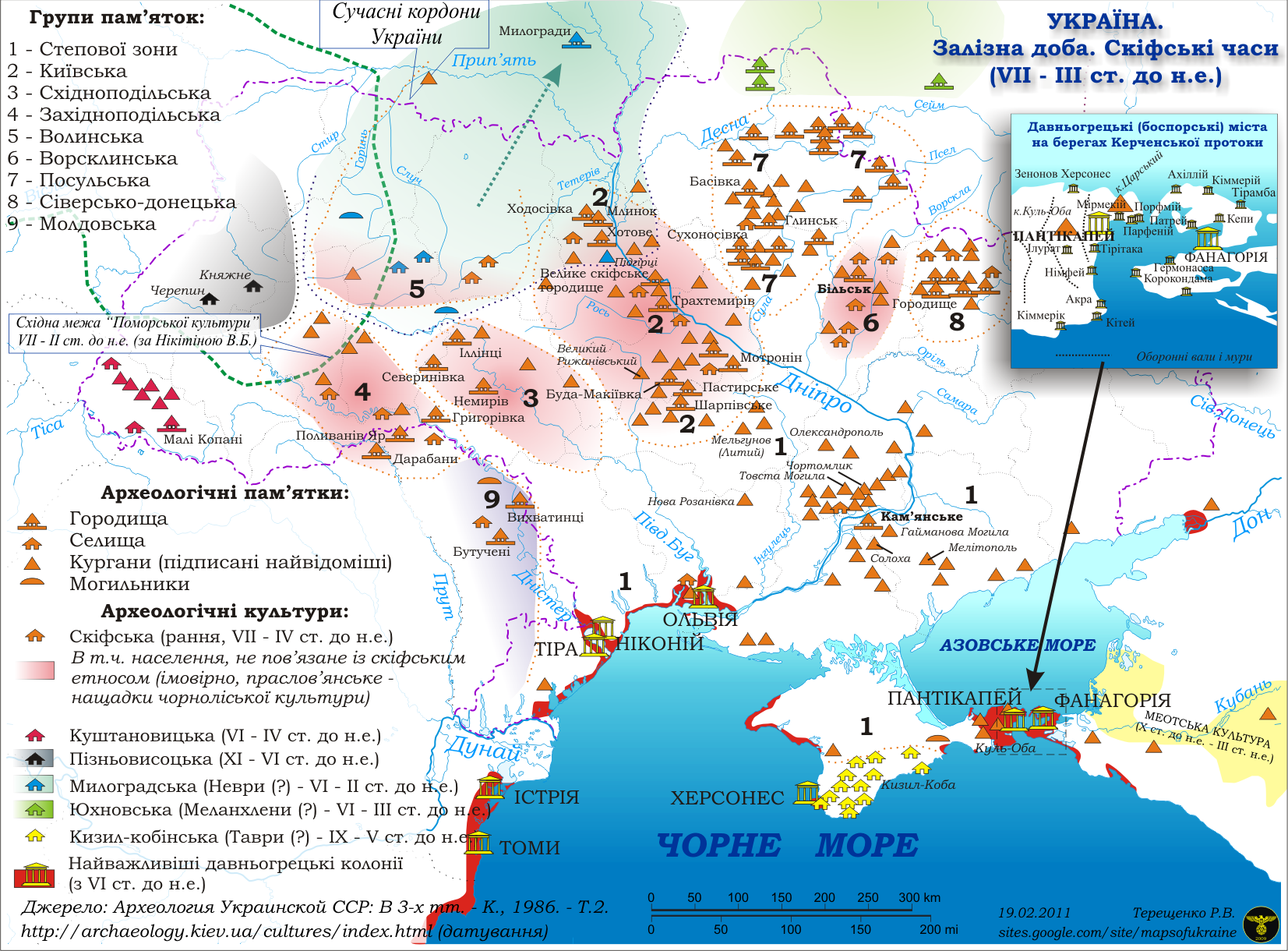
紀元前7世紀‐3世紀のウクライナにおけるスキタイの遺跡（橘色）。

スキタイ文化の分布は広範囲にわたり、西はウクライナから東は中央アジアまで及んでいるが、それを示すものとして存在するのが古墳である。以下にはその有名なものを記す。
前期スキタイ時代
- アルジャン古墳群（トゥヴァ共和国）…全2基
  - アルジャン1号墳…紀元前9世紀末 - 紀元前8世紀初のもの
  - アルジャン2号墳…紀元前7世紀末のもの
- チリクタ古墳群（カザフスタン）…全51基
  - チリクタ5号墳（黄金古墳）…紀元前7世紀のもの
- ベスシャトゥル古墳群（カザフスタン）…全14基
- クラースノエ・ズナーミャ古墳群（北カフカス）
- ケレルメス古墳群（北カフカス）
- ウルスキー・アウル古墳群（北カフカス）

後期スキタイ時代
- チョルトムリク（チョルトムリク）古墳（ウクライナ）…紀元前4世紀後半のもの
- トゥエクタ古墳群（アルタイ共和国）
- パジリク古墳群（アルタイ共和国）…紀元前5世紀末 -紀元前4世紀のもの[49]

## ギャラリー

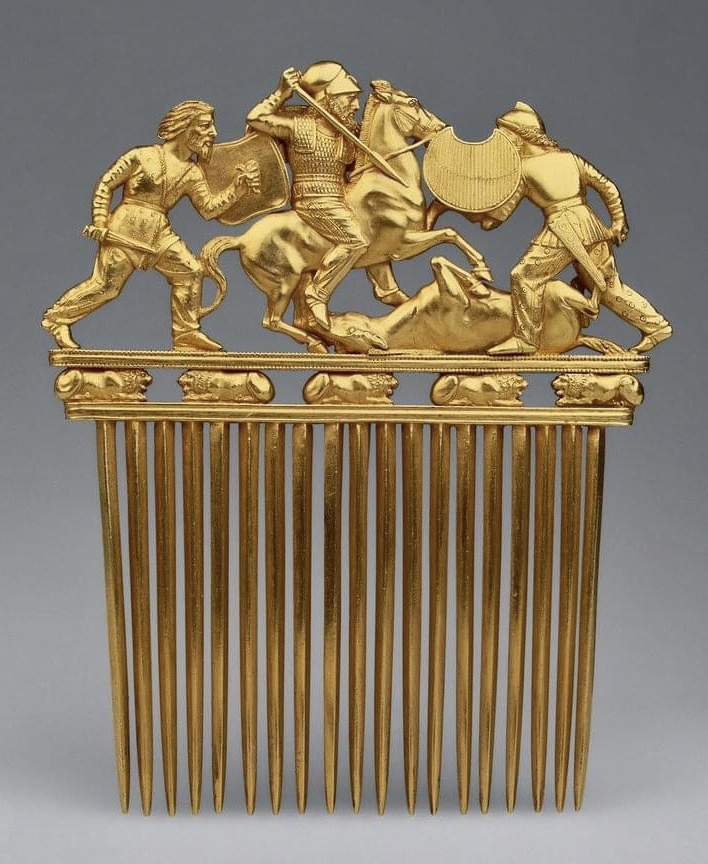
エルミタージュ博物館所蔵の黄金製の櫛
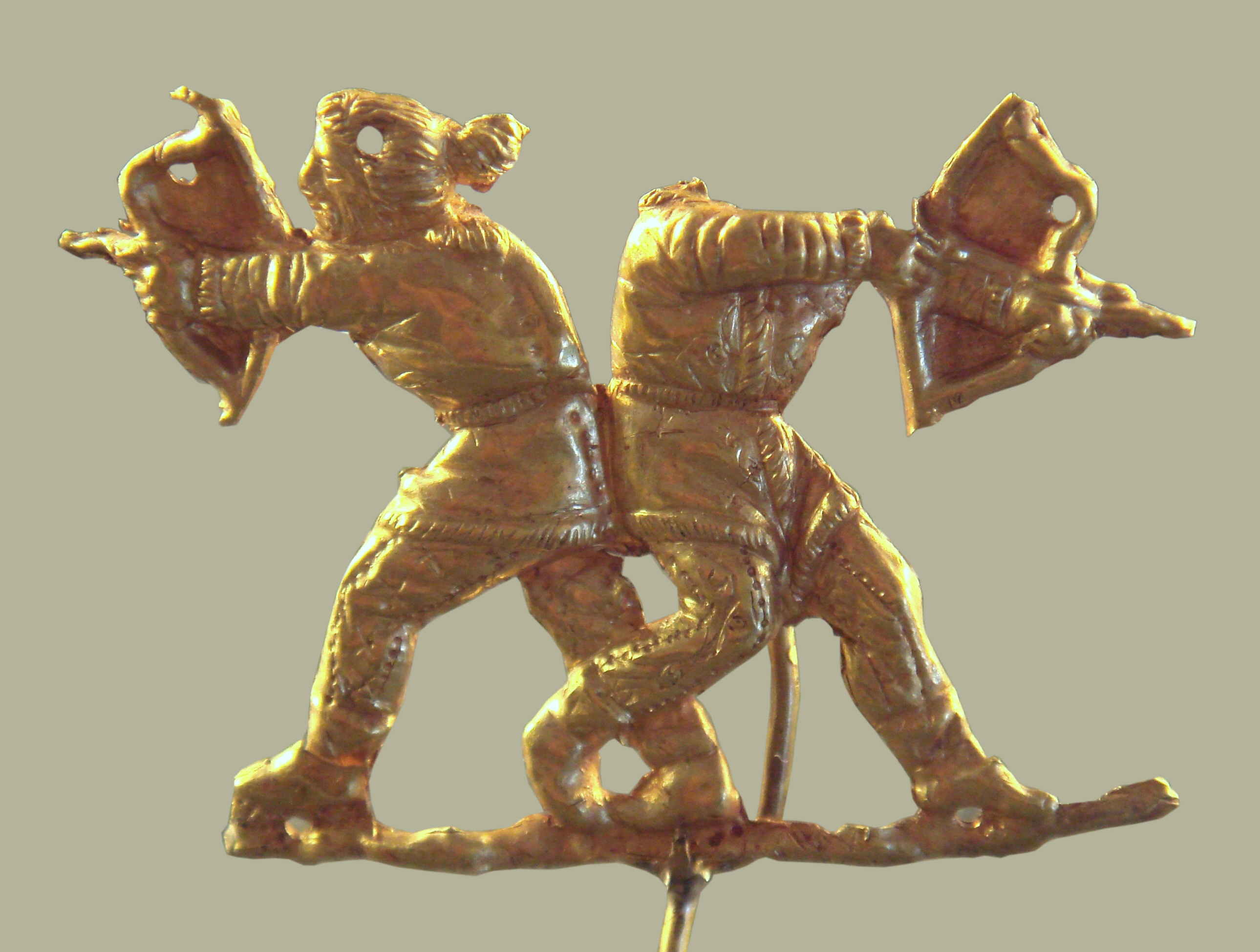
黄金製のスキタイ射手
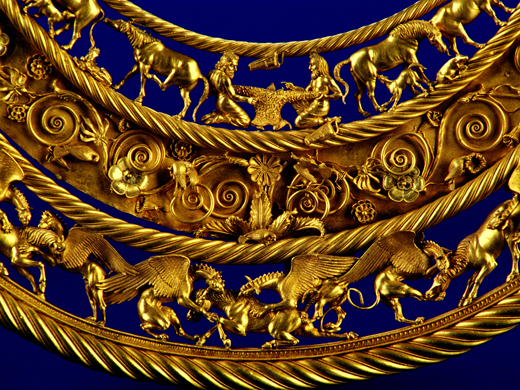
トヴスタ・モヒーラ古墳で発見された女性の胸飾り
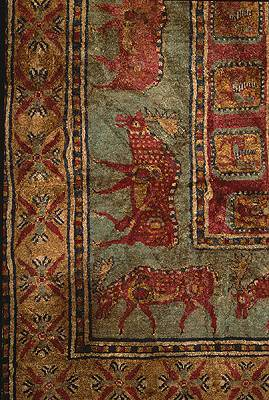
パジリク古墳出土の絨毯
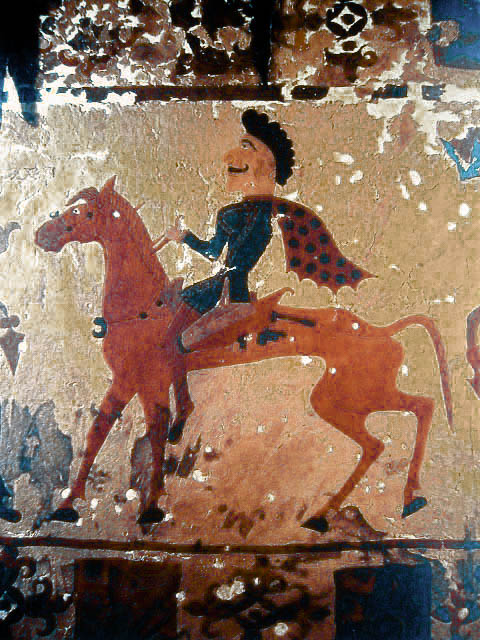
パジリク5号墳出土のフェルト製壁掛けに描かれた騎馬像
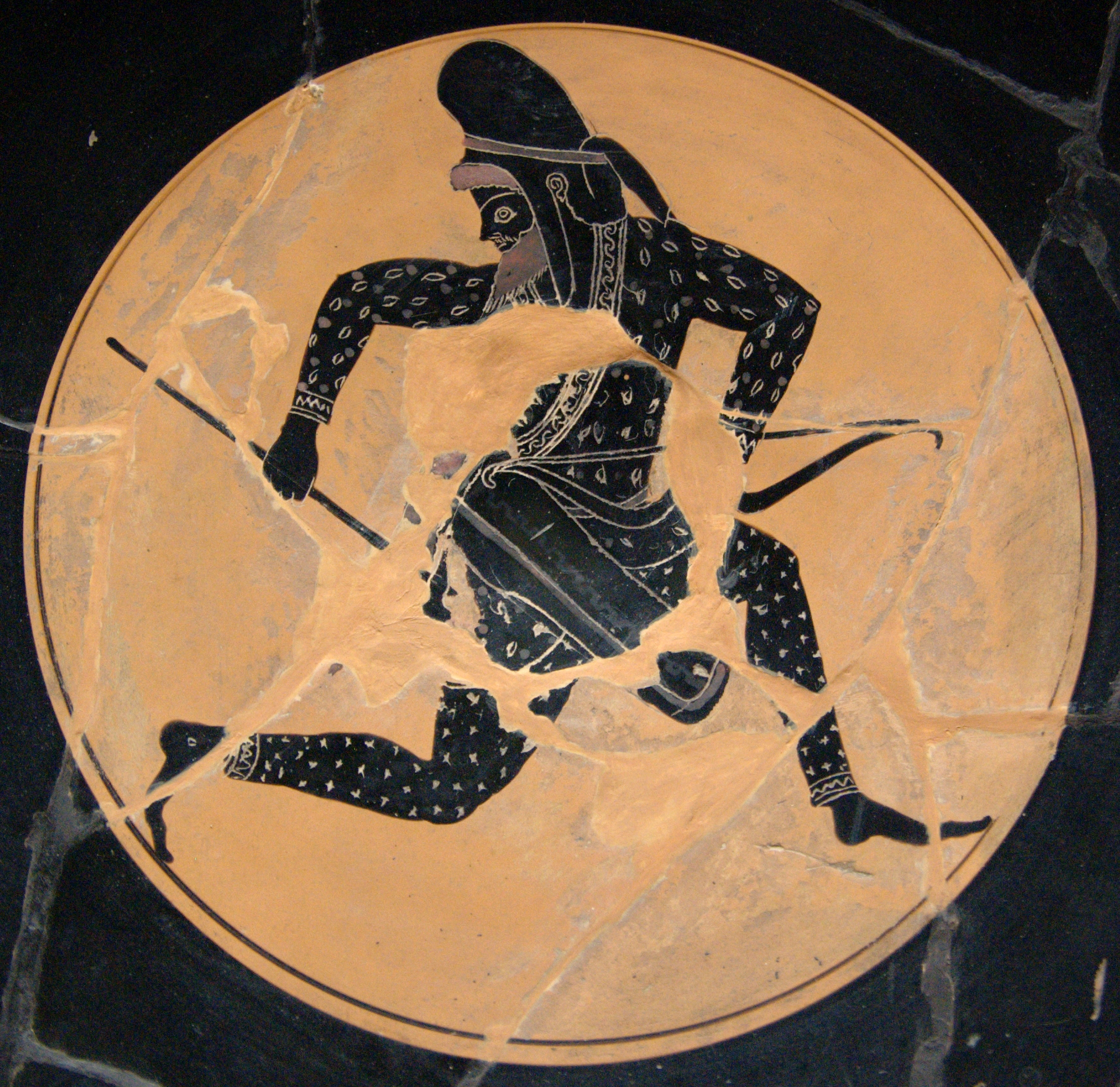
陶器に描かれたスキタイ戦士
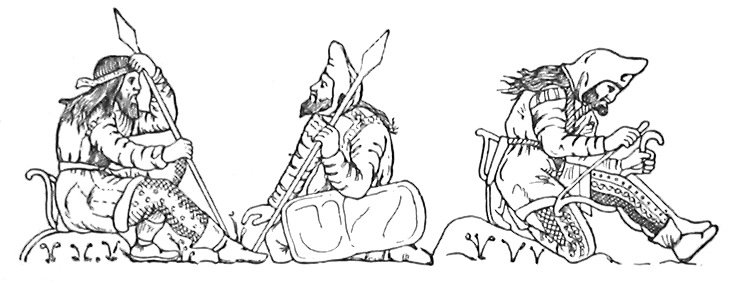
秘儀の杯に描かれたスキタイ戦士（クル・オバ遺跡より）
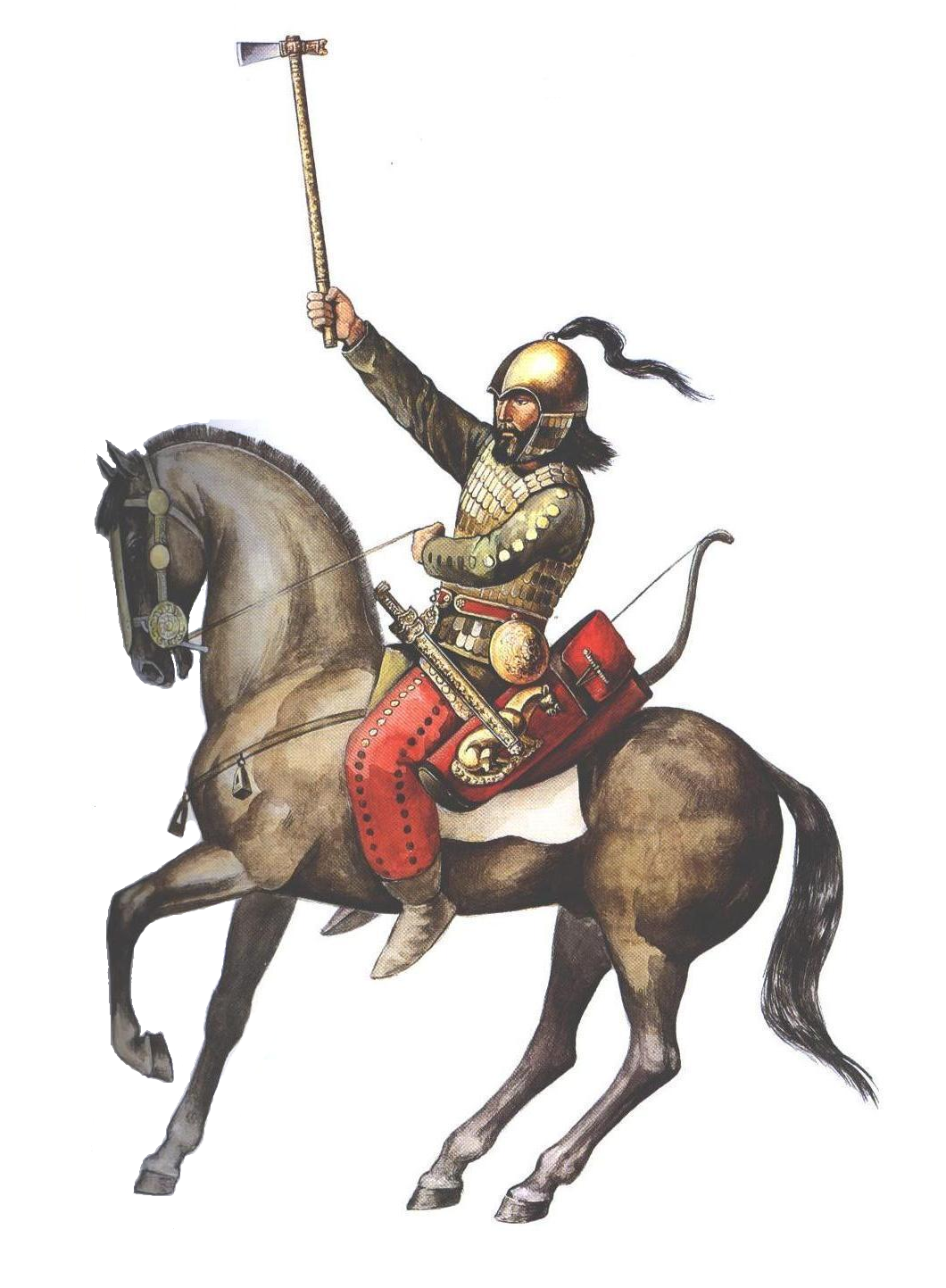
スキタイの騎兵

## 子孫

### 遺伝子から
スキティアにおける古代スキタイ人は政治的には滅亡したものの、彼らは生物学的に絶滅したわけではなく、この地方とその周辺で彼らの血統は現代にも脈々と受け継がれている。現代ヨーロッパにおけるY染色体のハプログループR1a1はスキタイ時代のヨーロッパ東部から中央アジアにかけて広く住んでいたイラン系遊牧民の子孫を示している。ヨーロッパの各集団のうちスラヴ語派の各民族にはこのR1a1が非常に濃く含まれており、特に中央アジアとポーランドの全土、およびロシアの西部に集中している。

### 言語から
スキタイ人は言語的にはインド・イラン語派でありいわゆる「アーリア人」であったと推定される。彼らの言語と思われるものの痕跡はオセット語やスラヴ語に残っている。スラヴ語で「神」を意味するボーグ（bog）は明らかにイラン語群の古代言語を起源としている。スキタイ国家の一部のスキタイ人は東部辺境で現在のオセチアに侵入して土着の人々を少数支配し、地域全体としてオセット人を形成したと考えられるものの、オセット人の圧倒的大多数のY染色体ハプログループはG-L293+であり、これはスキタイ由来ではない。

### 現代
スキュティア地方に広く住んでいた大部分のスキタイ人はゲルマン人と混血してスラヴ人を形成していった。スキタイ人はその国家がサルマチア人の手によって滅亡すると、ヘロドトスが農耕スキタイと呼んでいた農耕民の社会に次々と同化吸収されていったのである。サルマチア人もまたヨーロッパの中世初期にフン族の侵入により政治的に瓦解し、当地の農耕民の社会に吸収同化されていった。
プリンストン高等研究所のパトリック・ゲーリー教授（歴史学）はその著書『The Myth of Nations』（2002年）において「スラヴ人は、古代の人々がスキタイ人、サルマチア人、ゲルマン人と呼んでいた人々が混じり合うことにより形作られた」と説明している。
2002年全ロシア国勢調査において、ロストフ＝ナ＝ドヌに居住する30人が民族の欄にスキタイ人と記入した例がある。